# Meghan McCain

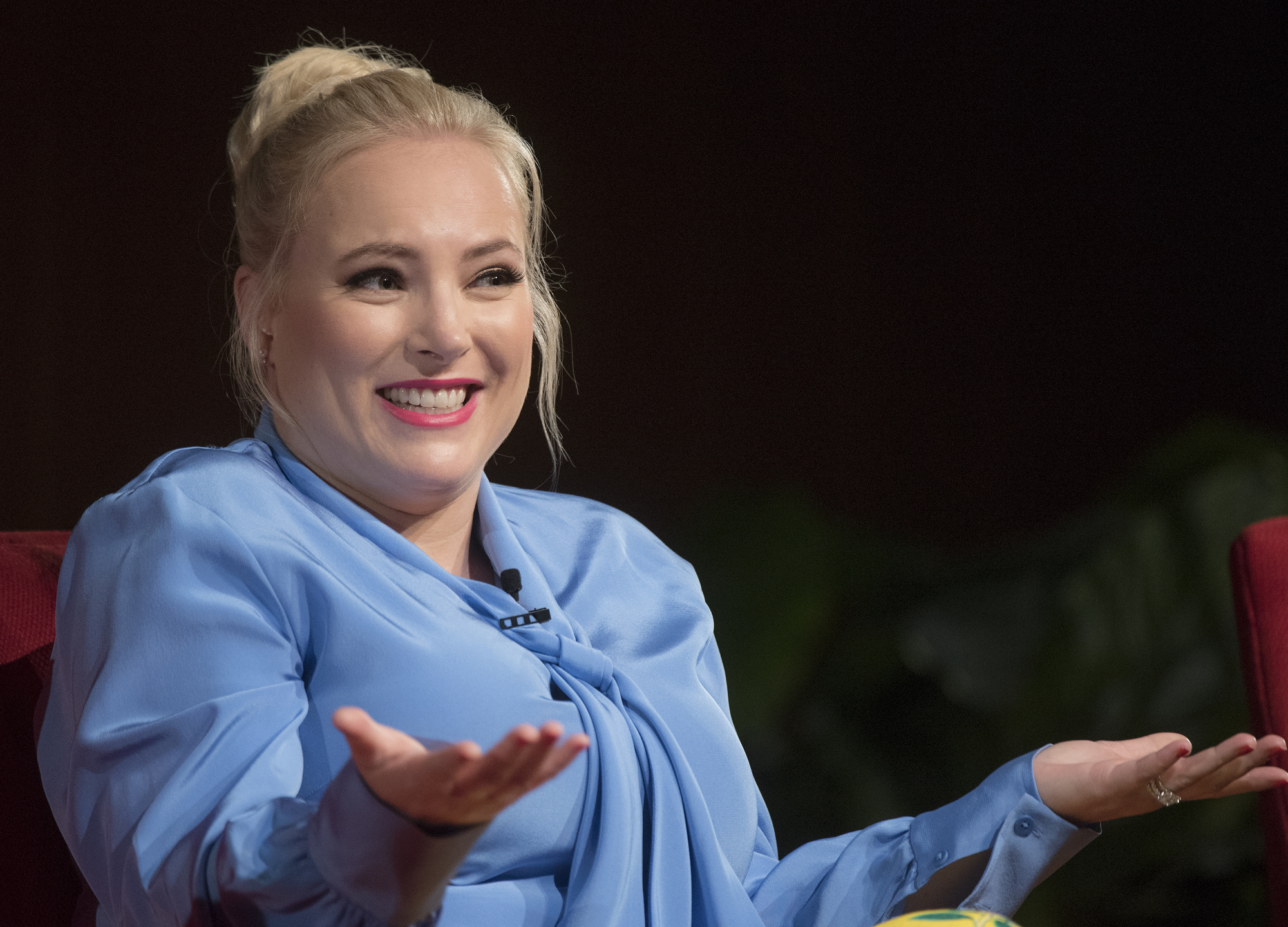
Meghan McCain (2018)

Meghan Marguerite McCain (* 23. Oktober 1984 in Phoenix, Arizona) ist eine US-amerikanische Journalistin und Publizistin. Die älteste Tochter von Cindy und John McCain erhielt erstmals 2007 öffentliche Aufmerksamkeit im Rahmen des Präsidentschaftswahlkampfs ihres Vaters. Seit 2009 arbeitete sie als Journalistin, zunächst bei The Daily Beast und anschließend im Fernsehen für Fox News und ABC.
McCain, die der Republikanischen Partei angehört, vertritt unabhängige Standpunkte und trug öffentliche Kontroversen mit einflussreichen konservativen Meinungsmachern wie Ann Coulter, Rush Limbaugh und Laura Ingraham aus.

## Leben

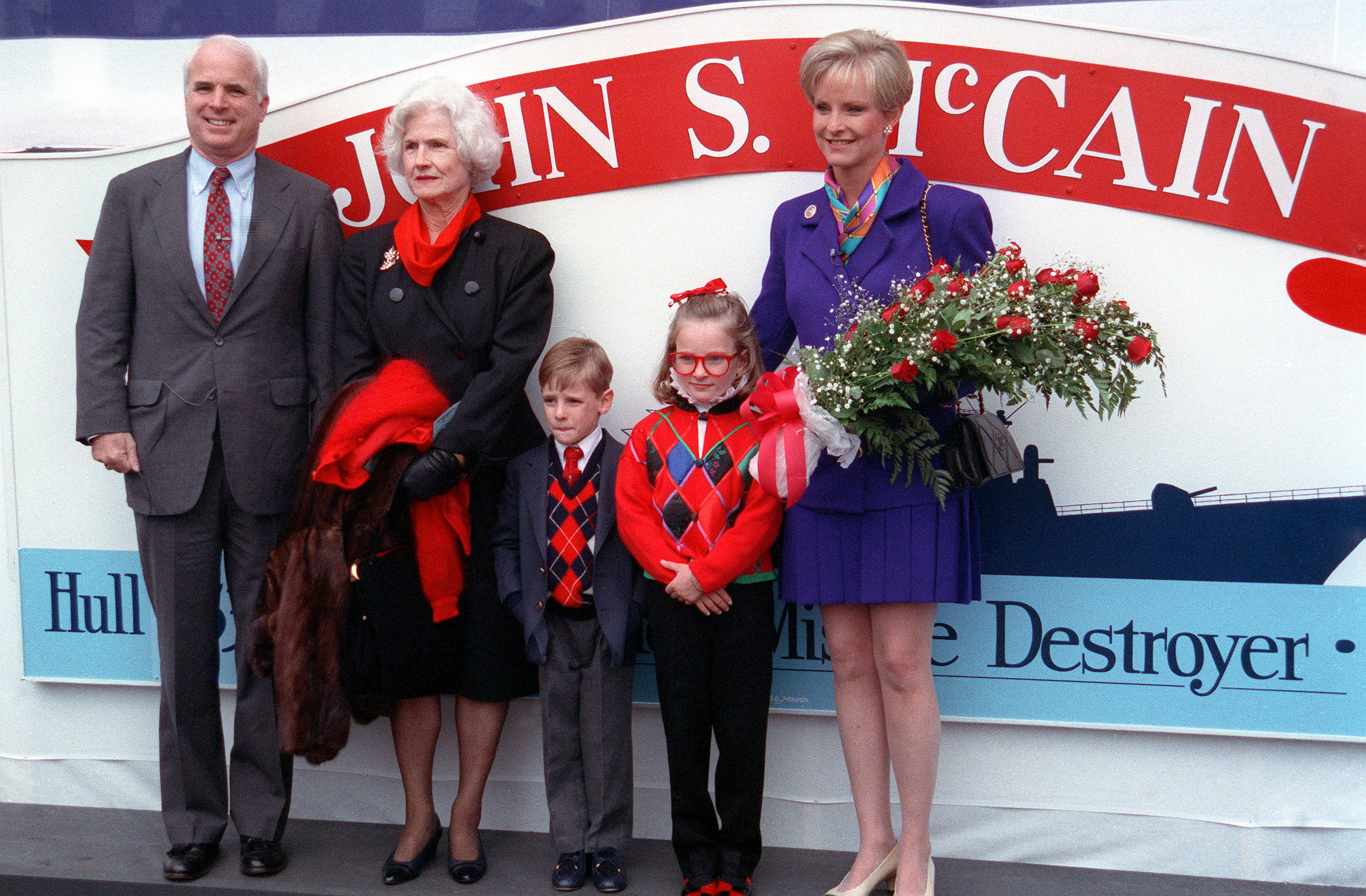
Meghan McCain 1992 bei der Schiffstaufe der John S. McCain, zweite von rechts

McCain hat zwei jüngere Brüder (John Sidney „Jack“ McCain IV. (* 1986; Naval Academy), James „Jimmy“ McCain (* 1988; Marine Corps)); zudem adoptierten ihre Eltern die aus Bangladesch stammende Bridget McCain (* 1991). Aus der ersten Ehe ihres Vaters hat sie eine Halbschwester und zwei Stiefbrüder.
McCain wuchs in Phoenix (Arizona) auf und besuchte das Xavier College Preparatory, eine katholische Mädchenschule. Sie studierte Kunstgeschichte an der Columbia University. McCain plante ursprünglich Musikjournalistin zu werden und absolvierte deshalb Volontariate bei Newsweek und Saturday Night Live.
McCain wurde auf Grund ihrer öffentlichen Rolle und der ihrer Eltern bereits 1996 mit anderen prominenten Politikerkindern wie Chelsea Clinton verglichen.
McCain arbeitete ab November 2016 als politische Kommentatorin für die Fox-News-Nachmittagssendung Outnumbered und nahm dabei den Platz ein, den zuvor Andrea Tantaros innegehabt hatte. Nach der Krebsdiagnose ihres Vaters im Juli 2017 nahm sie eine Auszeit und gab im September 2017 bekannt, den Sender zu verlassen. Von Oktober 2017 bis August 2021 gehörte sie, laut eigener Aussage als „letzte Konservative in den amerikanischen Mainstream-Medien“, dem Panel von The View bei ABC an und diente dem Sender als politische Analystin und Kommentatorin.
McCain ist Mutter von zwei Töchtern und mit Ben Domenech verheiratet.

## Positionen
Besondere Aufmerksamkeit erhielt ihr Engagement für Homosexuelle. Sie hat die gleichgeschlechtliche Ehe befürwortet und die US-Abtreibungsregelung kritisiert. Bekannt wurde ihr Statement (2009) „Ich mache mir Sorgen um die Umwelt. Ich trage gerne schwarz. Ich finde, die Regierung sollte sich aus dem Alltags- und Geschäftsleben so weit wie möglich raushalten und effizient und nachvollziehbar handeln. Ich liebe Punk und bin für eine starke Verteidigung. Ich habe ein Tattoo. Ich habe eine Menge schwuler Freunde. Und ja, ich bin Republikanerin.“ Als Rednerin bei der Konferenz der Log Cabin Republicans, die sich innerhalb der republikanischen Partei für die Bürgerrechte von Schwulen und Lesben engagieren, rügte sie 2009 die traditionellen Republikaner als scared shitless (sie machten sich vor Angst in die Hosen) angesichts einer notwendigen Debatte über eine Erneuerung der Partei.
Den George W. Bush nahestehenden Parteistrategen Karl Rove bezeichnete sie 2009 als „Twitter-Widerling“ (twitter creep).
Im Mai 2011 zog sich Meghan McCain zusammen mit amerikanischen Prominenten wie Brandy, Tatyana Ali und Danielle Fishel nackt aus, um auf Hautkrebs aufmerksam zu machen.
Bei der Trauerfeier für ihren Vater am 1. September 2018 in der Washington National Cathedral hielt Meghan McCain eine Trauerrede vor 3.000 geladenen Gästen, darunter den Ex-Präsidenten George W. Bush und Barack Obama. Ihre Rede wurde als Zurückweisung des amtierenden US-Präsidenten Donald Trump verstanden, der zwar Parteifreund McCains, durch seine politischen Inhalte und seine Rhetorik jedoch auf harte Kritik John McCains gestoßen war. Er hatte Trump zur Persona non grata auf seiner Trauerfeier erklärt. In Anspielung auf Trumps Slogan Make America Great Again sagte sie:
The America of John McCain has no need to be made great again because America was always great (Das Amerika John McCains hat keinen Bedarf, wieder groß gemacht zu werden, weil Amerika immer groß gewesen ist).
Viele Zuhörer applaudierten.

## Bücher
- My Dad, John McCain. Aladdin Paperbacks, 2008, ISBN 1-4169-7528-4.
- Dirty Sexy Politics. Hyperion Books, 2009, ISBN 1-4013-2377-4.

## Einzelbelege
1. ↑  Raeves, Meston:  Meghan McCain’s Straight Blog Express, The Los Angeles Times, 23. Februar 2008
2. ↑  Wie Meghan McCain Anstoß erregte. In: Spiegel Online, 16. Oktober 2009.
3. ↑  Greg Veis: Raising McCain. In: GQ, 18. März 2008.
4. ↑  Michael Scherer: Meghan McCain is not Chelsea Clinton. In: Salon.com, 17. Dezember 2007.
5. ↑  Maegan Vazquez: Fox News Announces ‘Outnumbered’ Will Get Meghan McCain as a Permanent Co-Host. In: IJR, 14. November 2016; Brian Steinberg: Meghan McCain to Leave Fox News Channel. In: Variety, 15. September 2017.
6. ↑  Emily Heil: Meghan McCain joins ABC’s ‘The View’ as a co-host. In: The Washington Post, 9. Oktober 2017.
7. ↑  Meghan McCain of 'The View' gives birth to baby girl. In: ABC News. 29. September 2020, abgerufen am 27. Februar 2024 (englisch).
8. ↑  Meghan McCain gives birth to a daughter. In: Yakima Herald - Republic. Archiviert vom Original am 21. Januar 2023; abgerufen am 27. Februar 2024 (englisch).  Info: Der Archivlink wurde automatisch eingesetzt und noch nicht geprüft. Bitte prüfe Original- und Archivlink gemäß Anleitung und entferne dann diesen Hinweis.
9. 1 2  Rebecca Sinderbrand: Meghan McCain warns of looming civil war in the GOP. In: CNN.com, 18. April 2009.
10. ↑  Rebecca Sindebrand:  Meghan McCain: Karl Rove’s a ‘twitter creep’, CNN.com, 20. April 2009
11. ↑  Meghan McCain's 'Naked' Skin Cancer Prevention PSA (VIDEO). The Huffington Post, 11. Mai 2011, abgerufen am 2. Juli 2023 (englisch).
12. ↑  ‘America was always great’: Meghan McCain rebukes Trump. In: The Washington Post, 1. September 2018. Siehe auch den Volltext der Rede (englisch).

| Personendaten    | Personendaten                                           |
| ---------------- | ------------------------------------------------------- |
| NAME             | McCain, Meghan                                          |
| ALTERNATIVNAMEN  | McCain, Meghan Marguerite (vollständiger Name)          |
| KURZBESCHREIBUNG | US-amerikanische Publizistin, Bloggerin und Buchautorin |
| GEBURTSDATUM     | 23. Oktober 1984                                        |
| GEBURTSORT       | Phoenix, Arizona                                        |